# Lehenga

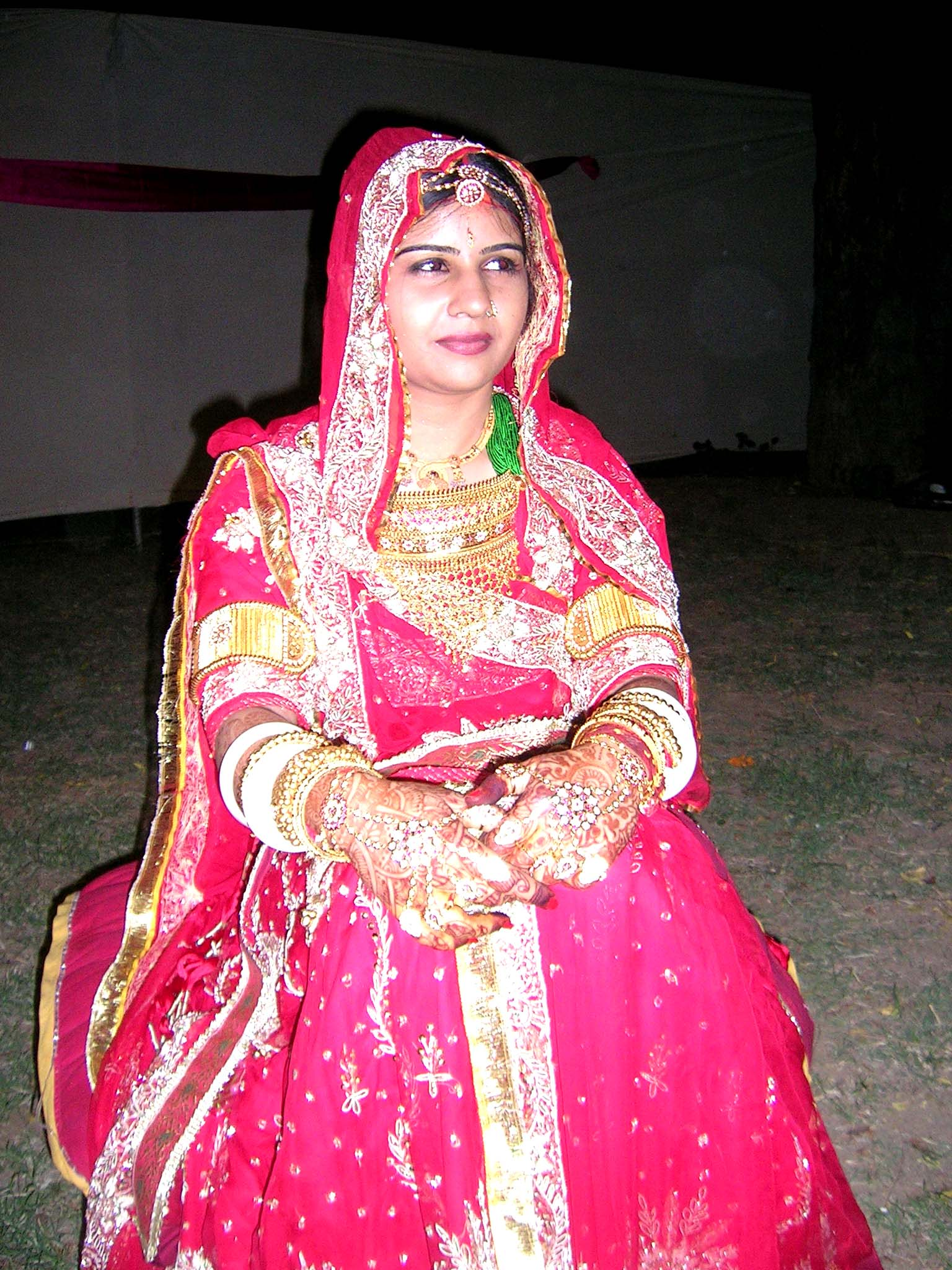
Mariée de Rajput en lhenga

Le lhenga, aussi appelé lehengha, lehanga, ghagra ou ravika en télougou, est une jupe cheville longue, brodée et plissée, portée par les femmes dans le sous-continent indien. Elle se porte comme partie inférieure du Ghagra choli ou du Langa Voni. Elle est fixée à la taille et laisse le ventre et le bas du dos nus. De divers types de broderies sont réalisées sur le lehenga, dont la plus populaire dans les festivals et mariages est la goga patti. 

## Lhenga chori
Le lhenga chori est un costume porté par des femmes dans certaines régions de l'Inde (Gujarat, Uttar Pradesh, Rajasthan, Kerala, Tamil Nadu, etc.) et au Pakistan.
Le lhenga est composé d’une longue jupe, d'un corsage serré (choli) laissant le ventre nu et d'un long châle ou dupatta qui peut être porté de différentes façons.
Dans certains états et communautés de l'Inde et du Pakistan, le lhenga est portée par la mariée. Il est alors précieusement brodé, notamment avec du gota patti ou broderie gota.